# Optakeling
Een optakeling (ook wel lift hill) is een mechanisch systeem dat bij veel achtbanen en attracties in gebruik is om de achtbaantrein of attractie-karretjes omhoog te takelen.
De optakeling transporteert een achtbaantrein omhoog zodat de snelheid die tijdens de eerste afdaling opgebouwd wordt kan worden gebruikt om de rest van het circuit te voltooien. De meeste achtbanen hebben de optakeling (vlak) na het station gepositioneerd omdat dit vaak op het laagste punt ligt. Als het station echter op het hoogste punt van de achtbaan is gelegen dan bevindt de optakeling zich aan het eind ervan. Variaties waarbij zowel aan het begin als aan het einde een optakeling zit zijn ook mogelijk, dit is te zien bij Ninja in Six Flags Magic Mountain. Bij langere achtbanen zijn soms meerdere optakelingen nodig, zoals bij Big Thunder Mountain.
Er zijn vele typen optakelingen, de keuze voor een type optakeling hangt onder andere af van de treinlengte, hoogte, het beschikbare grondoppervlak en de gewenste optakelsnelheid. Een alternatief of soms aanvulling voor de optakeling is een lancering.
Veel ketting- en kabeloptakelingen hebben een terugrolbeveiliging om te voorkomen dat het achtbaantreintje achteruit de helling afrijdt in geval van een kabel of kettingbreuk.

## Kettingoptakeling

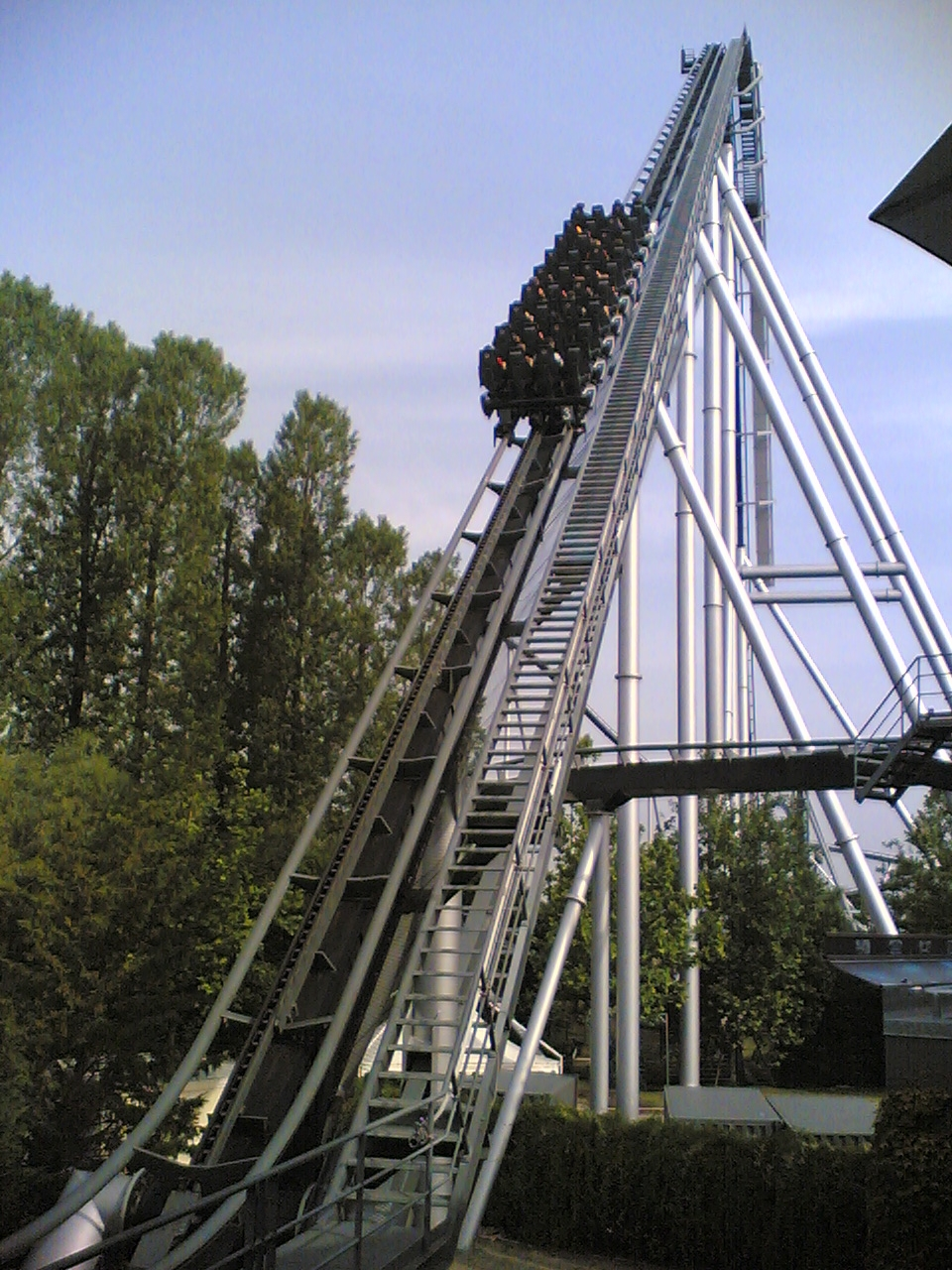
Silver Star in Europa-Park heeft een 73 meter hoge kettingoptakeling

De meest voorkomende en bekendste manier van optakelen is de kettingoptakeling. De trein haakt in de ketting en wordt daardoor omhoog getrokken. Een kettingoptakeling is een continu systeem. De ketting hoeft niet teruggerold te worden voor de volgende trein opgetakeld wordt.
Het grootste nadeel van een kettingoptakeling is dat deze vaak onderhoudsintensief is aangezien de ketting door een goot loopt en gesmeerd dient te worden. Bij optakeling naar grote hoogte kan door de lange goot waarin de ketting loopt veel frictie ontstaan wat een krachtige aandrijving vraagt. Ook wordt het eigen gewicht van de ketting steeds groter ten opzichte van de trein bij langere optakeling wat een grote kettingsterkte vereist.

## Kabeloptakeling

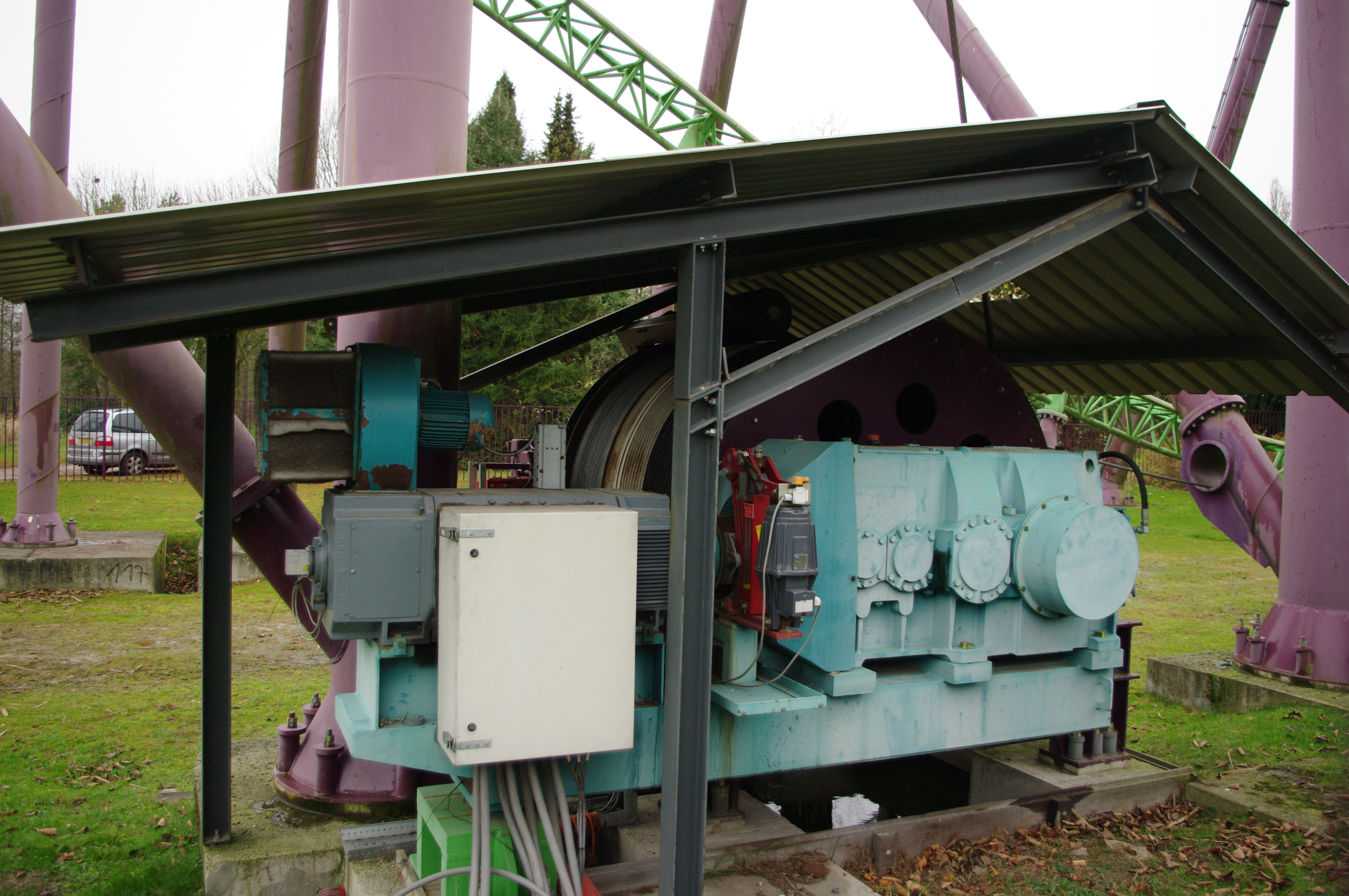
De lier van de kabeloptakeling in gebruik bij de Goliath in Walibi Holland

Kabeloptakelingen werken bijna hetzelfde als de kettingoptakeling, een van de grote verschillen is dat een kabeloptakeling geen continu systeem is. Kabeloptakelingen zijn vanwege de constructie vaak wel stiller en kunnen ook gebruikt worden om een trein steeds sneller op te takelen zoals het geval is bij Goliath in Walibi Holland.
Het grootste nadeel is dat de trein niet overal kan aanhaken aan de kabel maar slechts op één punt in een lus, dit betekent dat de kabel na het optakelen van een trein dus weer terug moet rollen om in de goede positie te staan voor de volgende optakeling.
Aangepaste kabeloptakelsystemen kunnen ook worden gebruikt voor de lancering van een achtbaan.

## Wieloptakeling

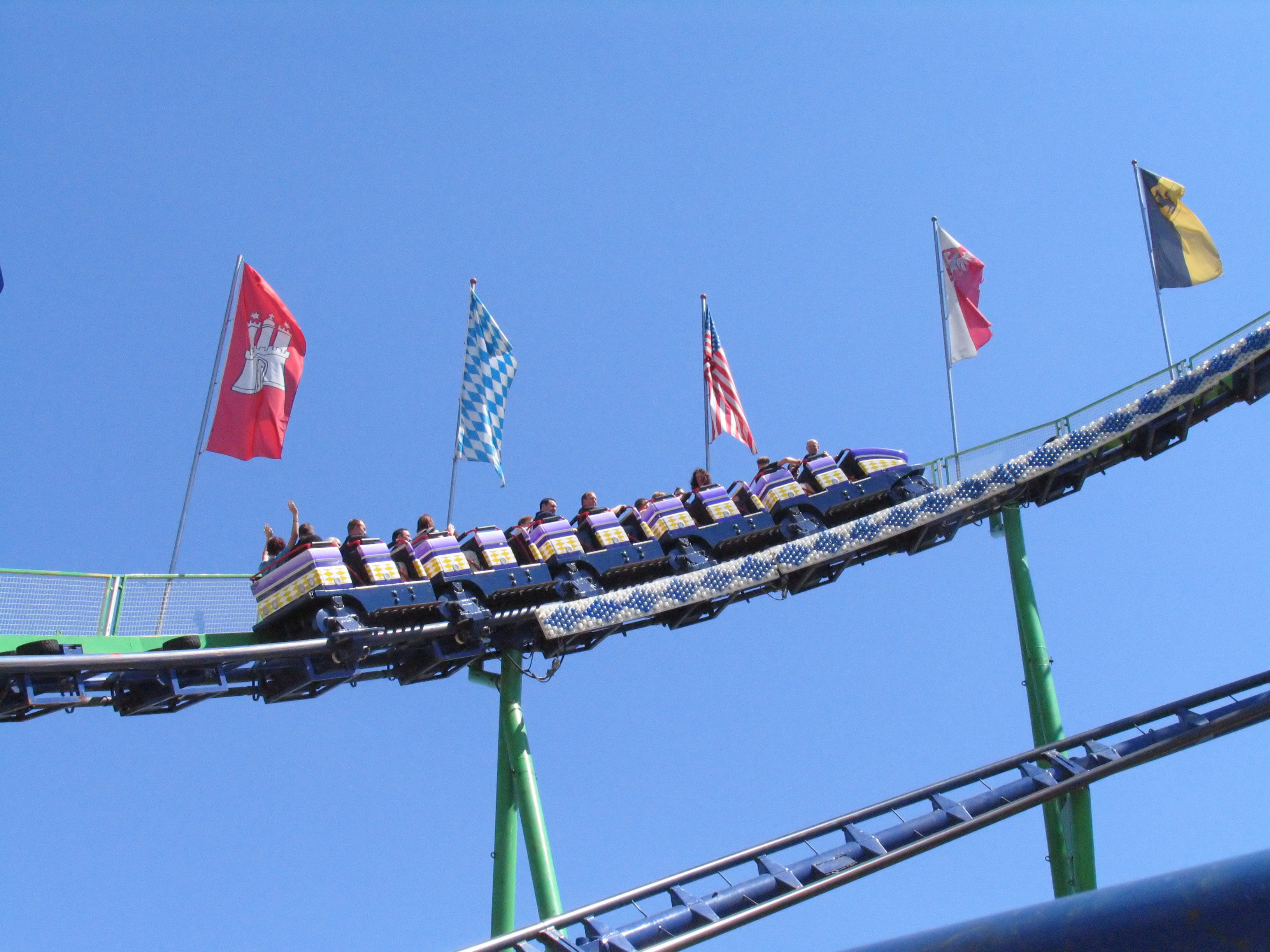
Alpina Bahn (mobiele achtbaan) heeft een wieloptakeling

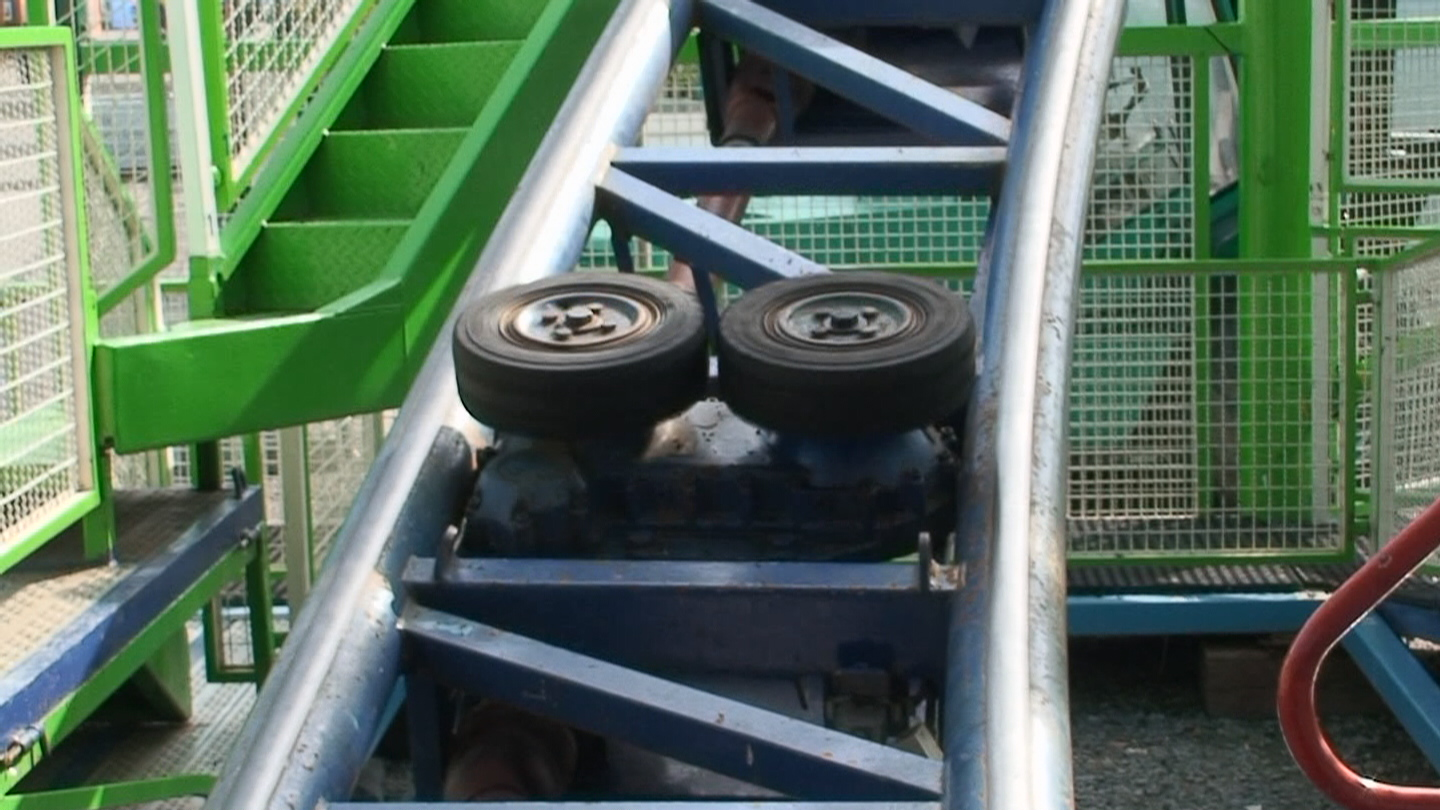
Wielen van een wieloptakeling in detail

Wieloptakelingen worden vaak op achtbanen toegepast met een gedraaide optakeling. Een kettingoptakeling zou hier vanwege de vele zijwaartse wrijving en een tekort aan flexibiliteit niet werken. Onder de achtbaantrein zitten vinnen, deze zijn zowel bruikbaar voor het remmen als tijdens de optakeling. De vin komt tussen de wielen en vanwege de wrijving duwen de wielen de achtbaantrein omhoog. Een voorbeeld van een achtbaan met wieloptakeling is Mindbender in Galaxyland. Ook de Olympia Looping, de grootste kermisachtbaan ter wereld, heeft een wieloptakeling.
Wieloptakelingen kunnen ook gebruikt worden als lanceermechanisme. Een voorbeeld hiervan is Incredible Hulk in Islands of Adventure (onderdeel van Universal Resort Orlando) waarbij de trein eerst omhoog wordt getakeld waarna de wieloptakeling de trein overneemt en versnelt gedurende de rest van de optakeling als tijdens een lancering.
Wielaandrijvingen worden ook vaak als transportmechanisme gebruikt in de stations van achtbanen of bij remvakken. Een groot voordeel van de wieloptakeling is dat de vorm van de optakeling vrij te kiezen is, een rechte optakeling is mogelijk maar ook een helix. Een nadeel van de wieloptakeling is dat alle wielen een aandrijving nodig hebben wat de installatie (en aanschaf) sterk beïnvloedt. Ook slijten de wielen en moeten ze regelmatig vervangen worden om voldoende grip op de vinnen te garanderen. Daarnaast is het ook mogelijk dat bij regenweer de banden niet genoeg grip hebben op de trein waardoor deze doorglijdt en de baan dus niet kan rijden. Dit is bijvoorbeeld soms een probleem bij de keverbanen van Zierer door de zware, lange trein. Een oplossing hiervoor is het overkappen van de optakelingsectie van de baan. Deze optakeling is voornamelijk te vinden op kinderachtbanen en draaiende achtbanen van Maurer Söhne.

## Lift
Liften worden ook toegepast als optakeling. Het gaat hierbij vrijwel altijd om achtbaantreinen die bestaan uit één wagen. Het grootste nadeel van liften is dat de lift na iedere optakeling eerst moet terugkeren naar beneden voordat het volgende achtbaankarretje geladen kan worden. Een voordeel van een lift als optakeling is het kleine grondoppervlak benodigd voor een dergelijke constructie.

### Spiraallift

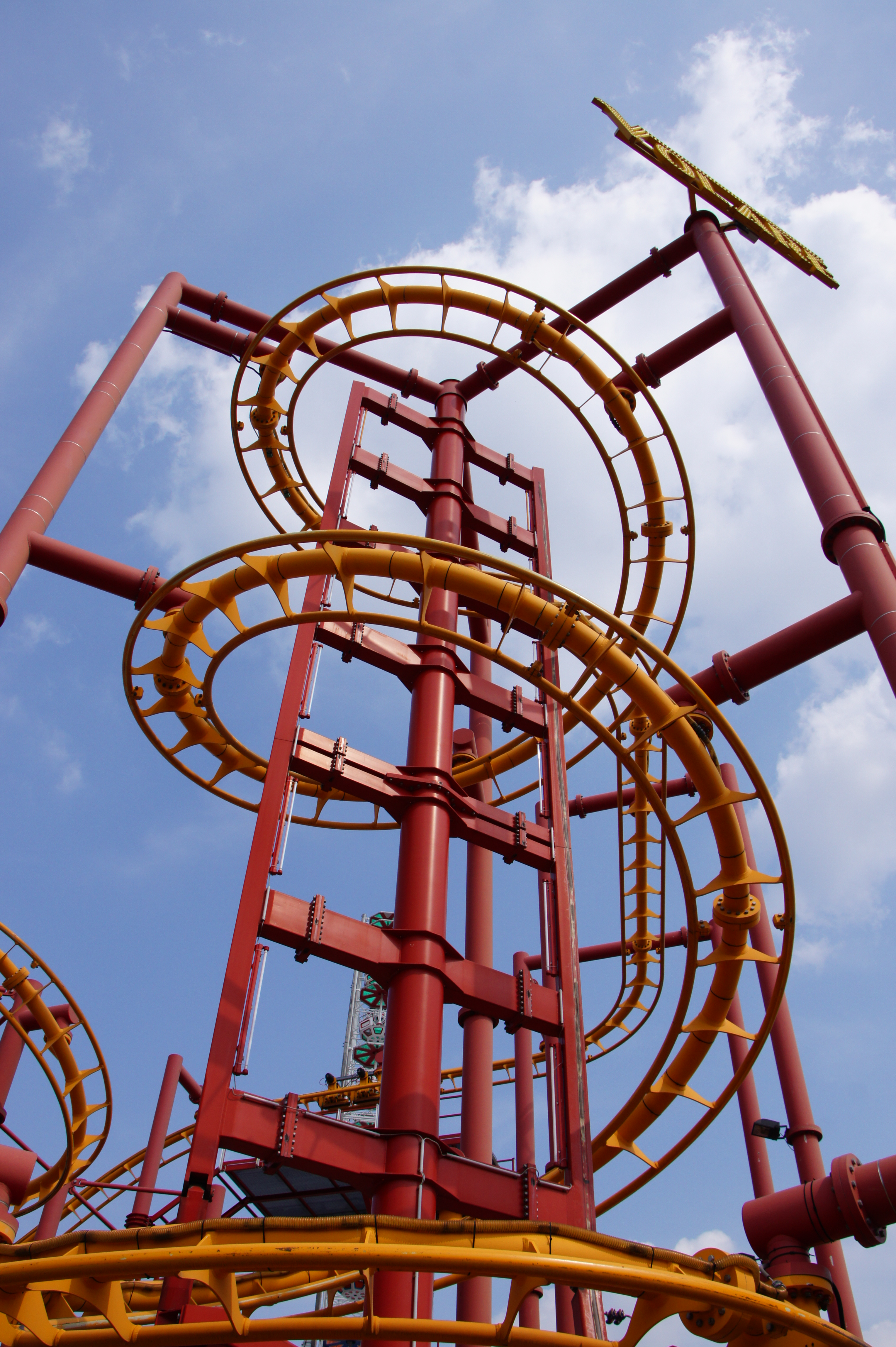
Volare in Wiener Prater heeft een spiraallift

Een andere optakelmethode is de spiraallift zoals bijvoorbeeld op Volare in Wiener Prater. De baan is hier gevormd in de vorm van een helix en de treinen worden aangedreven door een groot ronddraaiend rek dat van boven tot onder in het midden van de helix staat. De achtbaantreintjes hebben een grijper die naar het midden van de helix wijst en zo worden de treintjes door het ronddraaiende rek door de helix omhoog getransporteerd.

#### Elektrische spiraallift
Een andere versie van de spiraallift, de elektrische spiraallift, heeft geen rek in het midden maar sleepcontacten op de baan die aan de trein stroom leveren om zelf omhoog te rijden. Dit is bijvoorbeeld toegepast vanaf de tweede versie van de Jet Star-achtbanen van Anton Schwarzkopf, bijvoorbeeld Whizzer (Six Flags Great America) in Six Flags Great America (een Jet Star III).

### Verticale lift

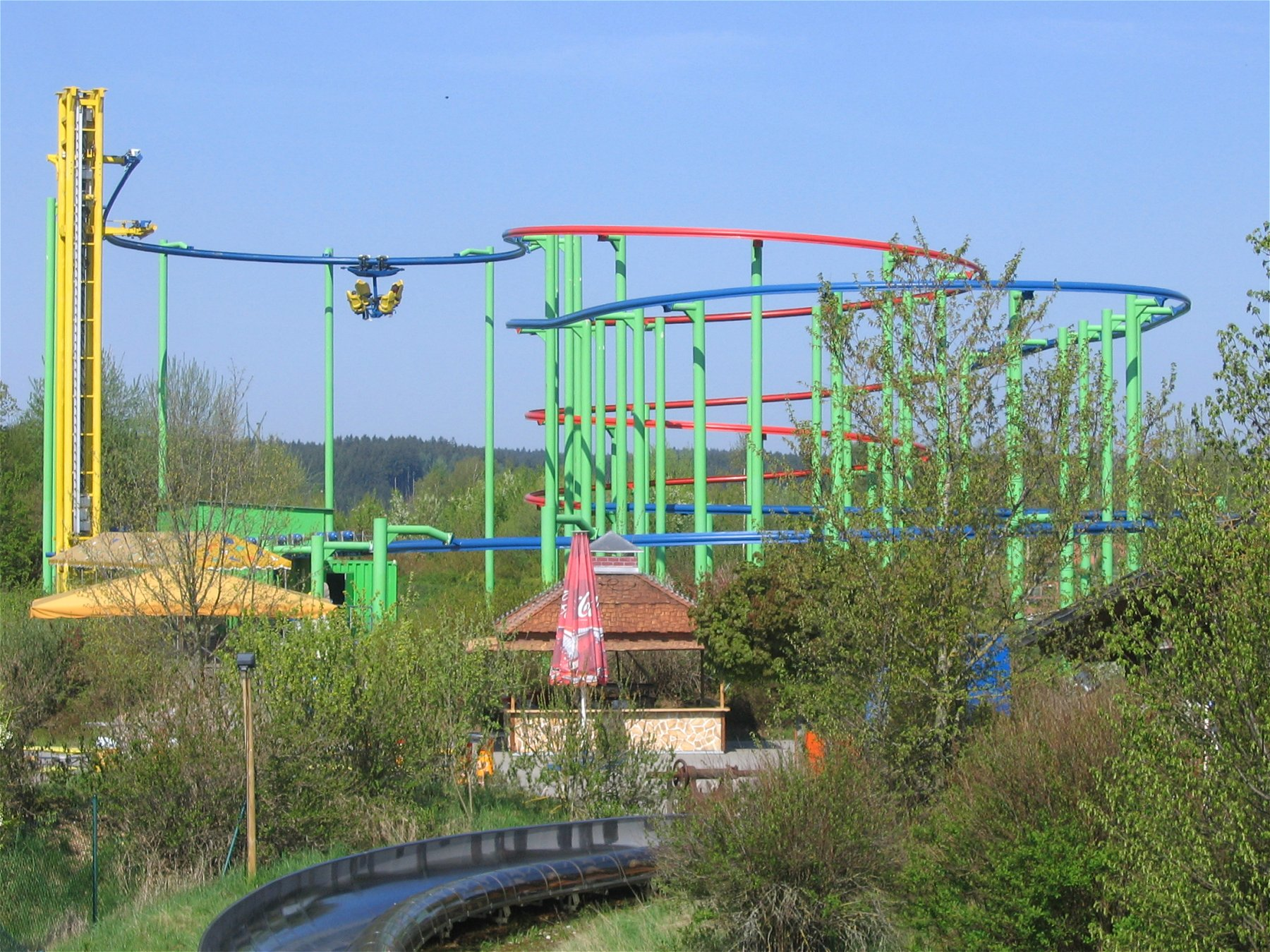
Sky Rider in Skyline-Park heeft een lift als optakeling (links in beeld)

Verticale liften, niet te verwarren met verticale kettingoptakelingen, hebben een stuk aan de lift bevestigde rail waarop de achtbaantrein wordt geparkeerd. Hierna wordt de lift omhoog verplaatst en kan de achtbaantrein na koppeling van de rails beginnen aan de rit. Een dergelijke constructie wordt bijvoorbeeld gebruikt bij Winja's Fear & Winja's Force in Phantasialand.
Een verticale lift kan ook worden gebruikt in een rapid river. River Quest in Phantasialand heeft twee parallel opererende liften om de boten van grondniveau naar de top van de baan te transporteren. 
De nieuwe op 20 april 2024 geopende waterattractie Amazonia in het Belgische attractiepark Bellewaerde heeft een unieke verticale lift waarbij de boten niet verticaal, maar draaiend omhoog gaan, vergelijkbaar met een spraallift.

## Bandoptakeling

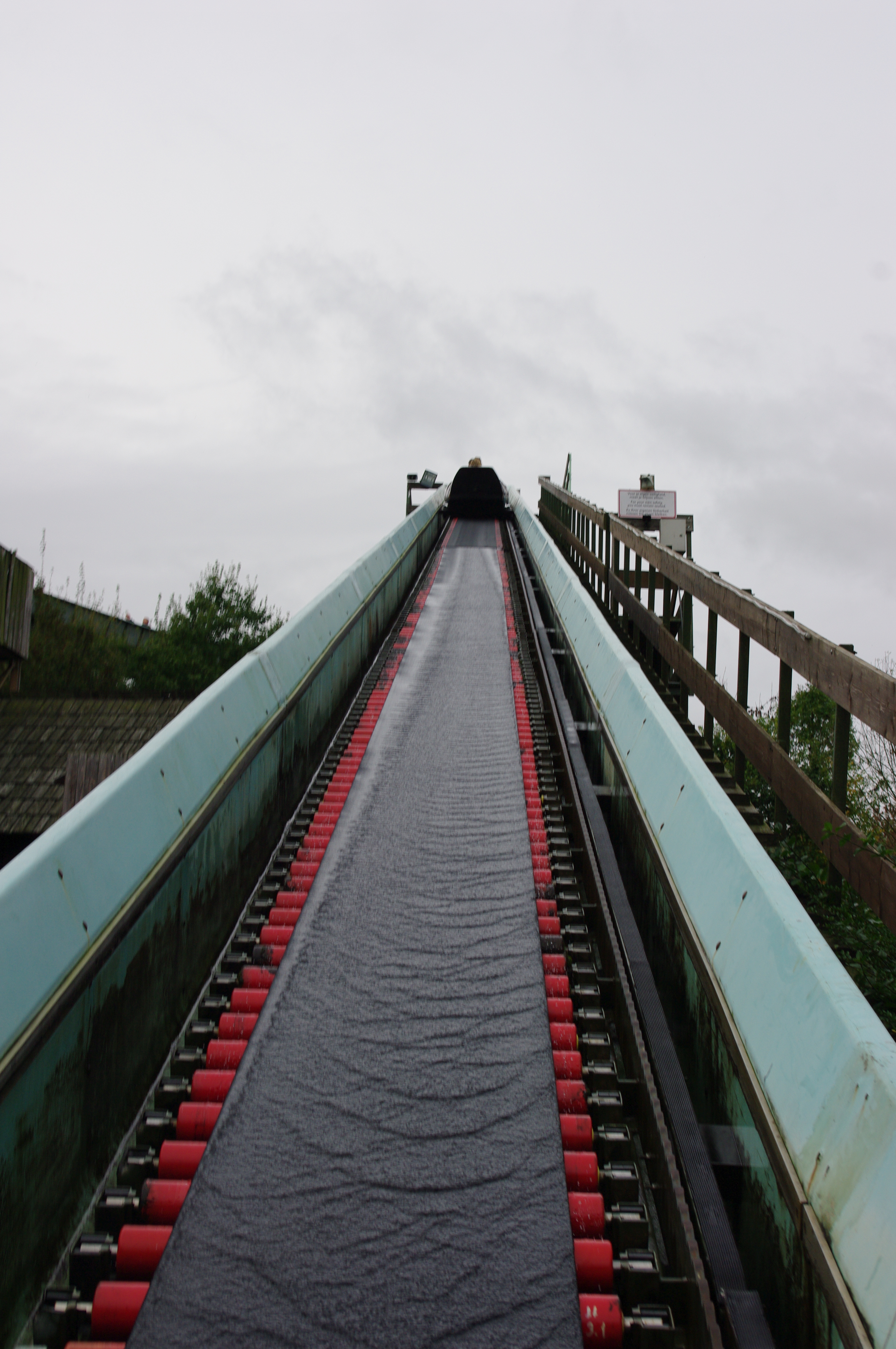
De bandoptakeling van de Crazy River in Walibi Holland.

Bij wildwaterbanen wordt vaak gebruikgemaakt van een bandoptakeling aangezien de voertuigen zich niet over een rails voortbewegen. Een bandoptakeling is een vorm van een lopende band. Bij rapid rivers wordt vaak gebruikgemaakt van een lopende band bestaande uit kettingen en houten planken waar de boot door middel van wrijving op blijft liggen. Bij boomstamattracties ligt het bootje op een rubberen band.

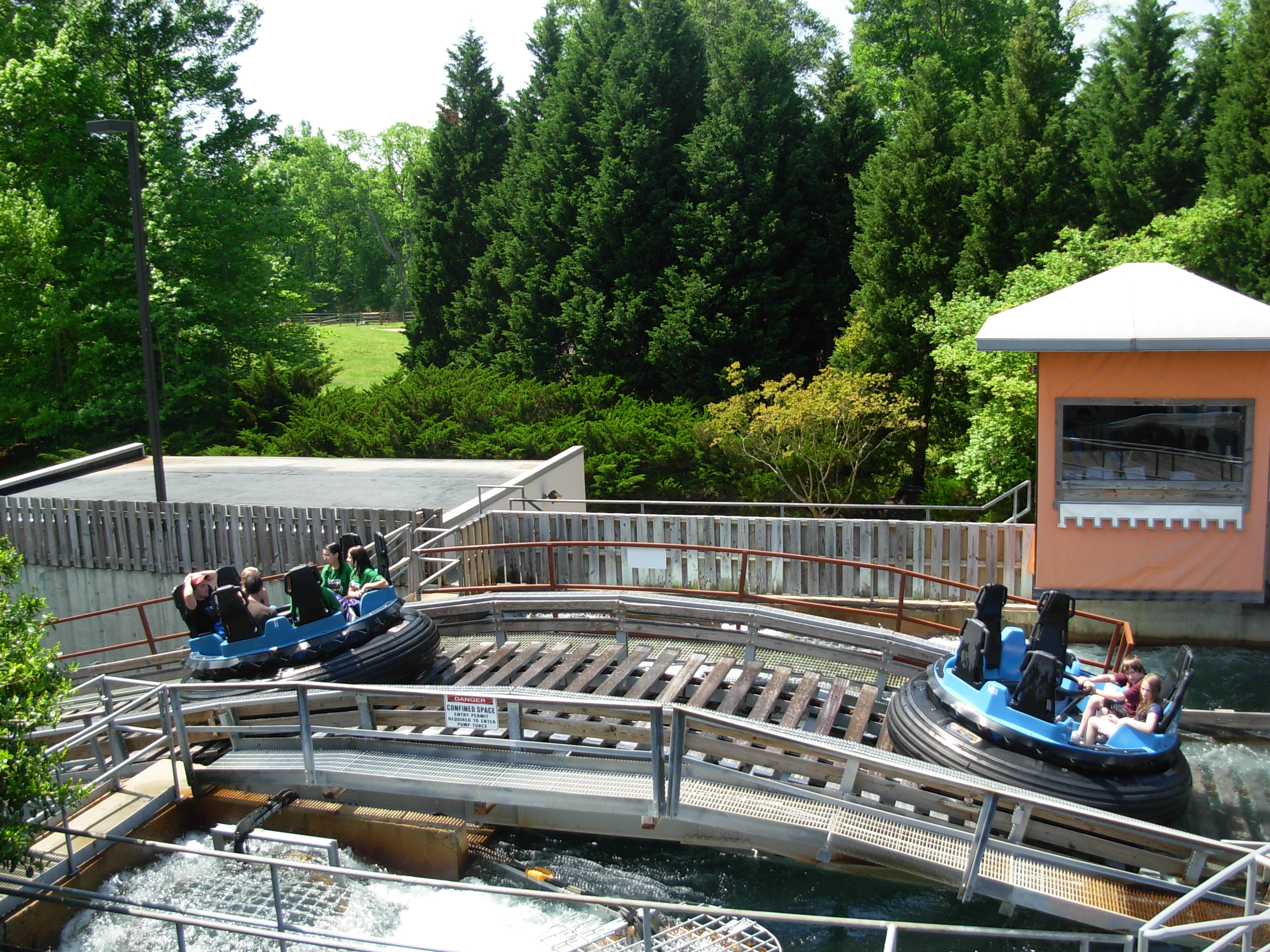
Een bandoptakeling in Busch Gardens Europe.